# Apple Scruffs

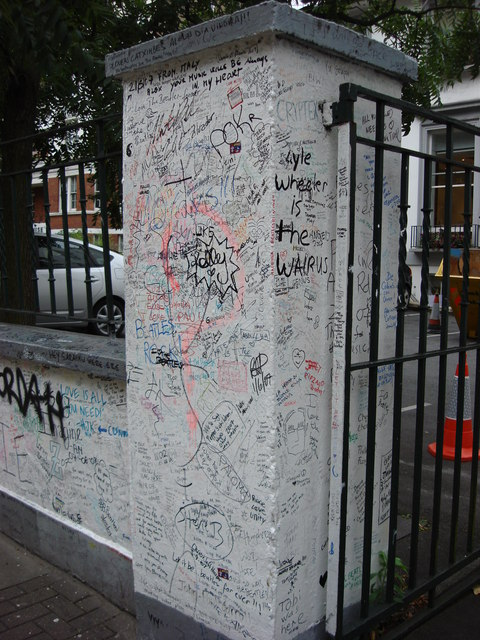
Las puertas de Abbey Road Studios.

Apple Scruffs (en inglés: andrajosas de Apple) fueron un grupo no organizado de admiradoras de The Beatles. Su nombre fue dado por George Harrison y derivó del hecho que permanecían y a veces dormían en el exterior del edificio de Apple Corps y en la puerta de Abbey Road Studios en Londres, durante los últimos días de la beatlemania, con la esperanza de ver o interactuar con los miembros de la banda.
Los Beatles tuvieron una relación ambivalente, aunque mayoritariamente amigable con estos admiradores. Incluso dos Apple Scruffs, Lizzie Bravo y Gayleen Pease, fueron llamadas a cantar durante la grabación de la canción Across the Universe. Si bien ninguna de las versiones que incluyen sus voces fueron incluidas en un disco de The Beatles, las mismas se pueden escuchar en el mix de la canción utilizado para el álbum de beneficencia para la World Wildlife Found “No One’s Gonna Change Our World”, posteriormente publicado en las compilaciones «Beatles Rarities» y «Past Masters, Volume Two».
La canción de los Beatles “She Came In Through the Bathroom Window” se refiere al día en el cual algunas Apple Scruffs entraron en la casa de Paul McCartney a través de una ventana del baño en el piso superior, hurgando en su guarda ropa y probándose un par de pantalones suyos como así también robando una fotografía, misma que fue devuelta a pedido del mismo McCartney.
Luego de la disolución de los Beatles, George Harrison escribió una canción titulada Apple Scruffs, incluida en su álbum solista All Things Must Pass.
En 1985 Carol Bedford, una de las Apple Scruffs, publicó un libro de sus memorias en el cual relató su experiencia como admiradora, el mismo se titula «Esperando por The Beatles: la historia de una Apple Scruff».